# کارکس سیمولاتا
کارکس سیمولاتا (نام علمی: Carex simulata) نام یک گونه از سرده جگن است.